# Lunna Holm
Pour les articles homonymes, voir Holm.
Lunna Holm est une île des Shetland.